# 기하학 양식

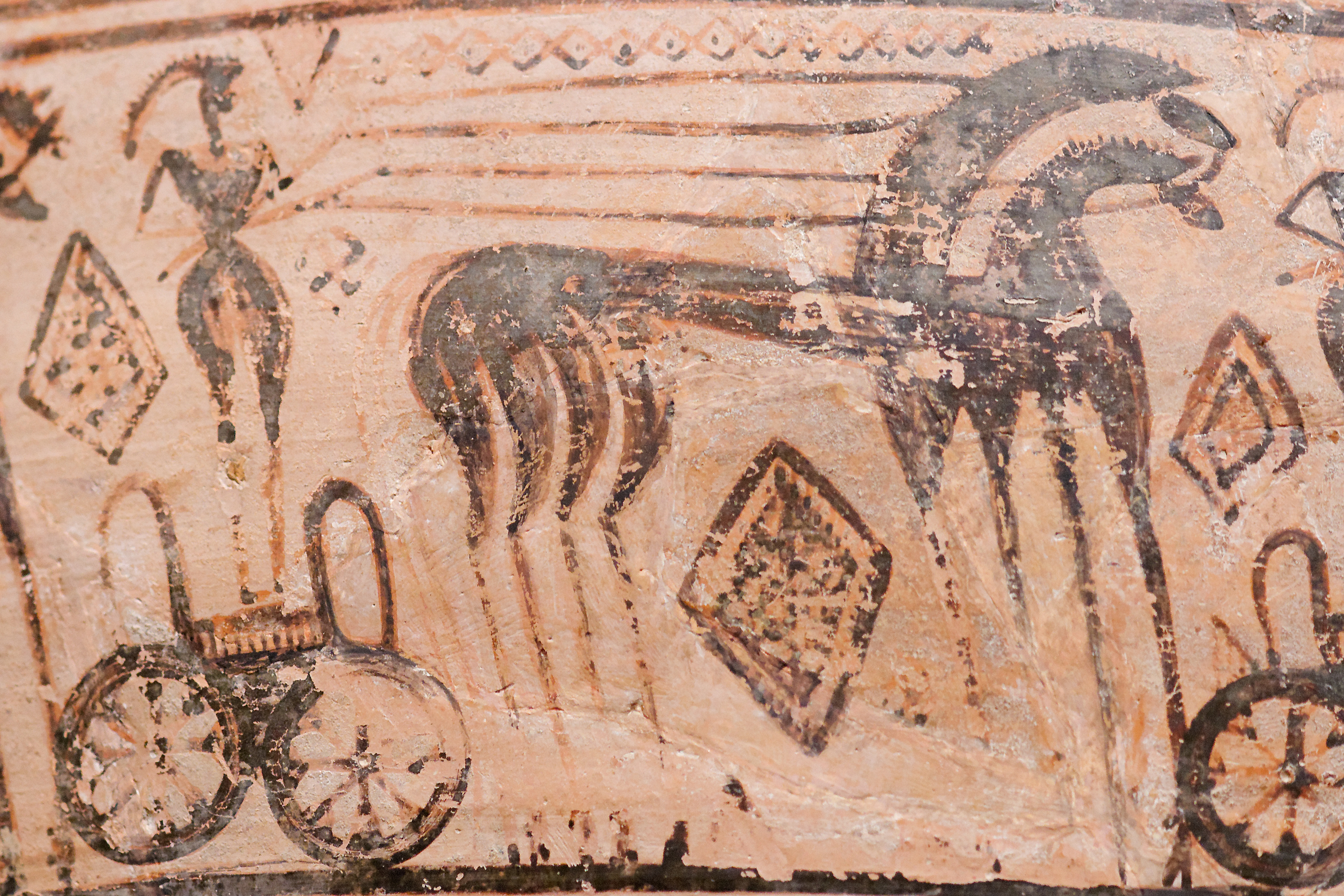

기하학 양식(幾何學 樣式)은 꽃병 그림에 들어간 기하학적 모티브를 주된 특징으로 하는 그리스 예술의 한 단계로, 그리스 암흑기 말인 기원전 900년경에서 700년경까지 발달한 미술 양식이다. 아테나이를 중심지로 하여 교역을 통해 에게 해의 무역 도시 곳곳에 퍼졌다.
그리스 암흑기는 기원전 1100년경에서 800년경으로 이 양식의 역사적 기간보다 길지만, 이 독특한 도예 양식과 연관지어 기하학 시대로도 부른다.

## 기하학 시대 도자기

### 기하학 문양 초기
기하학 문양 초기(기원전 1050년 ~ 900년)동안 도기의 모양은 미케네의 유동적 성질에서 벗어나 정밀하고 간단해졌으며, 캘리퍼로 새긴 동심원이나 반원같은 몇가지 기하학 모양이 들어간 가로로 된 장식 끈을 그려 위아래를 나누었다.